# Аппельт, Рудольф
Ру́дольф А́ппельт (нем. Rudolf Appelt; 5 декабря 1900, Дольны-Ханычов, Либерец — 2 июля 1955, Москва) — чехословацкий политик-коммунист. Первый посол ГДР в СССР.

## Биография
По профессии торговый служащий. Ещё в юности вступил в Немецкую социал-демократическую рабочую партию в Чехословацкой Республике. В 1921 году стал соучредителем Коммунистической партии Чехословакии и Коммунистического союза молодёжи Чехословакии. Работал журналистом и возглавлял несколько партийных газет. Являлся депутатом чехословацкого парламента. В 1931—1945 годах состоял в ЦК партии и являлся кандидатом в члены Политбюро ЦК КПЧ.
В 1938 году Аппельт эмигрировал в СССР. В Москве руководил отделом в издательстве и являлся заместителем начальника отдела агитации и пропаганды Коммунистического интернационала, работал на Московском радио.
По окончании Второй мировой войны Аппельт вернулся в 1945 году в Прагу. Руководил экономическим отделом ЦК КПЧ и отвечал за перевод судетских коммунистов в Советскую зону оккупации Германии. В 1946 году Аппельт сам перебрался в Советскую зону и вступил в КПГ, позднее в СЕПГ. Работал руководителем отдела в правлении партии. С августа 1947 года являлся заместителем руководителя центрального правления, с февраля 1948 года являлся заместителем начальника Главного управления межзональной и внешней торговли при Немецкой экономической комиссии.
После образования ГДР в октябре 1949 года Аппельт возглавил дипломатическую миссию в СССР. После преобразования представительств ГДР в посольства в 1953 году был назначен послом ГДР в СССР, а также аккредитован в Монголии. В октябре 1954 года Аппельт был награждён орденом «За заслуги перед Отечеством» в серебре.
Похоронен в Мемориале социалистов на Центральном кладбище Фридрихсфельде.